# 公园大道之家
公园大道之家（英語：Park Avenue House）是一栋高层住宅楼，位于美國密歇根州底特律市中心公园大道历史街区公园大道2305号。它于1996年被列入国家史迹名录。該建築容易與附近的公园大道酒店混淆，后者于2015年被拆除。

## 历史
它的前身是皇家棕榈酒店（Royal Palm Hotel），是位于公园大道的三家酒店之一，由路易·坎珀为卢·图勒设计。另外两个酒店是位于斯普罗特街100号的埃迪斯通酒店和位于公园大道2643号的公园大道酒店（于2015年拆除）。这三家酒店都在国家史迹名录上。
皇家棕榈酒店由路易·坎珀设计，1924年为卢·图勒建造。图勒于1907年建立了图勒酒店，该企业的成功使他在1924年在公园大道建造了三家酒店。皇家棕榈酒店建成后，第一层包含180间带浴室的客房，一间餐厅和五个零售空间。然而，图勒在财务上过度扩张，使其在1928年丧失了全部三家公园大道酒店的止赎权。皇家棕榈和埃迪斯通酒店由大卫·P·卡茨（David P. Katz）购买。卡茨拥有这栋大楼直到1966年他的商业帝国崩溃。
令人困惑的是，皇家棕榈酒店在某个时候更名为公园大道酒店。它是底特律市中心地区最古老的酒店，并且一直作为酒店经营，直到改建为高层住宅楼。1967年，威尔伯·哈灵顿（Wilbur Harrington）从卡茨手中购买了这家酒店，并将其更名为公园大道之家。1990年，威尔伯将所有权转让给他的儿子西恩·哈灵顿（Sean Harrington），他继续经营该财产。

## 设施
皇家棕榈酒店是一个13层的砖石结构酒店，有新文艺复兴建筑的细节。它位于公园大道历史街区内，入口面向公园大道。虽然建筑经过了一些改建，但总体状况良好。镇泵酒馆（Town Pump Tavern）位于建筑的底层。正面对称，有七个带双悬窗的隔间。正面为橙色砖，前两层为石灰岩。一楼、二楼、四楼、十一楼和十二楼的窗户处理方式各不相同。主入口通过一个拱形门廊进入，其上有一个粗糙多立克腰线壁柱。三楼是一个带栏杆的窗台。这座建筑的特色是不寻常的成套凸窗。
在内部，小入口门廊有大理石墙和贝壳图案的铁格栅。一个带有壁挂式中世纪铸铁照明灯具的腹股沟拱形走廊通向主大厅。大堂的一角有橡木壁板和一个橡木接待台。走廊还通向两个商业空间，这是在原来的五个商业空间的基础上进行了修改和扩大而成的。在上层，原来的楼层平面图每层有15间单人房。一些房间被连接起来以创造更大的空间，将每层的房间数量减少到13个。